# Solomon W. Polachek
Solomon William Polachek (* 1945) ist ein US-amerikanischer Wirtschaftswissenschaftler, der als Professor (zugleich für Politikwissenschaft) an der Binghamton University forscht und lehrt. Zu seinen Arbeitsschwerpunkten zählen: Arbeitsökonomik, Humankapital und Einkommensverteilung, Ökonometrie und der Einfluss wirtschaftlicher Überlegungen auf die Internationale Politik. 2000 amtierte er als Präsident der Peace Science Society (International).
Polachek machte sein Bachelor-Examen 1967 an der George Washington University und wurde 1973 an der Columbia University zum Ph.D. promoviert. Neben seiner Professur ist er Gastforscher (Research Fellow) am Institute of Labor Economic (IZA) und bei der Global Labor Organization (GLO).

## Schriften (Auswahl)
- Herausgegeben mit Konstantinos Tatsiramos: Change at home, in the labor market, and on the job. Emerald Publishing, Bingley 2021, ISBN 9781839099335.
- Herausgegeben mit Konstantinos Tatsiramos: Transitions through the labor market. Work, occupation, earnings and retirement. Emerald Publishing, Bingley 2018, ISBN 9781787564626.
- Als Herausgeber: Worker well-being and public policy. JAI, Boston/Amsterdam 2003, ISBN 076231026X.
- Mit W.S. Siebert: The economics of earnings. Cambridge University Press, Cambridge/New York 1993, ISBN 0521364760.